# Kråkrevet (Brändöskär)
Kråkrevet is een Zweeds eiland behorend tot de Lule-archipel. Het eiland ligt tussen Estersön en de noordpunt van Brändöskär. Het heeft geen oeververbinding en is onbebouwd.